# کریگ فارلی
کریگ فارلی (انگلیسی: Craig Farley؛ زادهٔ ۱۷ مارس ۱۹۸۱) بازیکن فوتبال اهل بریتانیا است.
از باشگاه‌هایی که در آن بازی کرده‌است می‌توان به باشگاه فوتبال چشام یونایتد، باشگاه فوتبال واتفورد، باشگاه فوتبال آکسفورد سیتی، و باشگاه فوتبال کولچستر یونایتد اشاره کرد.